# 투빅맨
"투빅맨"(TWO BIG MEN)는 한국에서 제작된 이상철 감독의 2020년 액션, 코미디 영화이다. 우강민, 정종우 등이 주연으로 출연하였다.

## 캐스팅
- 우강민 : 계동범 역 - 본작의 메인 주인공. 뺀질이 전직형사.
- 정종우 : 금강철 역 - 본작의 서브 주인공. 바른생활 전과자.
- 재희 - 이중성 역 (특별출연) - 본작의 중간 보스.
- 주성환 : 양반장 역 - 본작의 진 최종 보스.
- 이수진 : 연정 역
- 우상기 : 원숭이 역
- 조성구 : 최이사 오른팔 역
- 황성웅 : 장기밀매단 역
- 장두경 : 장기밀매단 역
- 이재성 : 장기밀매단 역
- 박형준 : 장기밀매단 역
- 유승환 : 장기밀매단 역
- 신승환 : 가발남 역
- 조성국 : 이중성 부하 역
- 송현우 : 중고차매매손님  역

## 참고 사항
- 우강민은 영화 《구마적》 이후로 1년만에 재회했다.
- 재희는 MBC 일일드라마 《용왕님 보우하사》 이후로 1년만에 재회했다.